# 2000 год в истории железнодорожного транспорта
2000 год в истории железнодорожного транспорта

## События
- 26 января — крушение на Веребьинском обходе: из-за нарушений в работе автоблокировки, пассажирский поезд в 3 часа ночи на скорости свыше 100 км/ч врезался в хвост впереди шедшего грузового. Погиб помощник машиниста, ранены машинист и 14 пассажиров.
- В Конго в 10 км от города Пуэнт-Нуар произошло столкновение пассажирского и грузового поездов. Погибли 11 человек, травмы получили не менее 32 человек[1].
- 1 февраля — на Туркменской железной дороге принята в постоянную эксплуатацию новая железнодорожная линия Туркменабад — Керки.
- 7 февраля — в Германии поезд следовавший из Амстердама в Базель сошёл с рельсов в местечке Брюль погибли 9 человек, около ста ранены[2].
- На Приволжской железной дороге сдан в эксплуатацию электрифицированный на переменном токе участок Саратов — Карамыш.
- 4 августа открыт Музей истории и развития Донецкой железной дороги.
- В августе открыт Новосибирский музей железнодорожной техники.
- 2 декабря — в индийском штате Пенджаб пассажирский экспресс столкнулся с вагонами, которые отсоединились от товарного поезда, проследовавшего по этой ветке несколькими минутами ранее. Погибли как минимум 36 и были ранены более 150 человек[3].
- 11 декабря — началась регулярная эксплуатация высокоскоростных поездов «Acela Express».

## Новый подвижной состав
- Выпущены последние электровозы ЧС7.